# 重庆医科大学附属第二医院
重庆医科大学附属第二医院 (英語：Second Affiliated Hospital of Chongqing Medical University)是一家位于中国重庆的医院，也是重庆医科大学附属医院之一，有两个院区，分别是渝中院区和江南院区。

## 历史

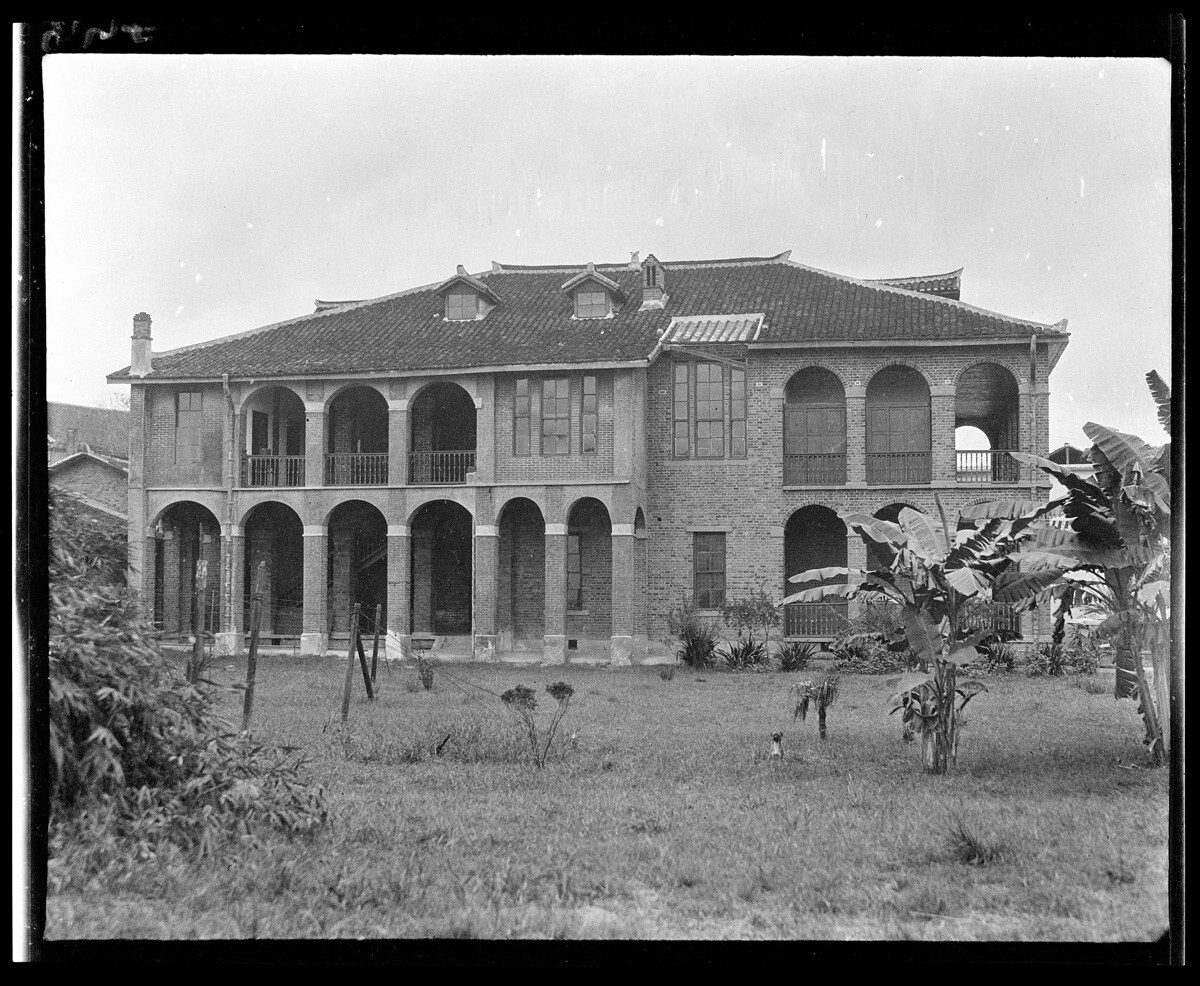
甘博拍攝於1917年的寬仁醫院

前身为始建于1892年10月2日的宽仁医院，由基督新教衛理公會美國美以美會差會傳教士馬嘉禮（James H. McCartney）在重慶臨江路戴家巷開辦，是四川第一家現代化醫院。1952年更名为重庆市川东第一人民医院，1953年更名为四川省川东人民医院，1955年更名为重庆市第四人民医院，1962年更名为重庆医学院第二医院，1985年更名为现在名字。后被评选为三级甲等医院。
截至2018年医院门诊量137.2万人次，有44个临床科室和医技科室，编制床位2580张。